# Xanthopimpla platyura
Xanthopimpla platyura là một loài tò vò trong họ Ichneumonidae.